# Thomas Kelati
Thomas Kelati (Walla Walla, Washington, Estats Units, 27 de setembre de 1982) és un jugador estatunidenc de bàsquet d'origen eritreu. Té doble nacionalitat polonesa, selecció a la qual representa a nivell internacional. Juga d'escorta.
Kelati es va formar en el Walla Walla High School. Posteriorment va jugar en la NCAA en els Washington State Cougars de la Universitat Estatal de Washington. La temporada 2005- 2006 va jugar en el Dexia Mons-hainaut del Campionat de Bèlgica de Bàsquet, guanyant la Copa de Bèlgica de Bàsquet.
A l'any següent va fitxar pel Turów Zgorzelec de Polònia. Va ser elegit per disputar l'All-star de la Lliga de Polònia de Bàsquet el 2007 i 2008, va ser el millor llançador de triples de la lliga el 2008, i va ser elegit MVP de la Lliga la temporada 2006-07. El 2008 va arribar a l'Unicaja de Málaga, debutant a l'ACB el 4 d'octubre de 2008 contra el Reial Madrid. En finalitzar la temporada 2008-09, el club malagueny no va comptar amb el jugador i aquest va firmar amb l'Olympiacos BC de l'A1 Ethniki de Grècia, però a causa que no va passar el control mèdic es va rescindir l'esmentat contracte. El dia 30 de setembre de 2009 va ser contractat per LA Lakers per formar part de l'equip durant els "training camp", amb la possibilitat de guanyar-se un lloc per disputar la temporada 2009/10. Finalment fou tallat per l'equip de Los Angeles. El 4 de novembre de 2009 arribà a un principi d'acord amb el València Basket Club.

## Clubs
- Washington State Cougars (NCAA): 2001- 2005
- Dexia Mons-Hainaut (BEL): 2005-2006
- Turów Zgorzelec (PLK): 2006-2008
- Unicaja Málaga (ACB): 2008-2009
- València Basket Club (ACB): 2009-2010
- Khimki BK (Lliga russa): 2010-2012
- València Basket Club (ACB): 2012-2013
- Saski Baskonia (ACB): 2013
- CB Murcia (ACB): 2014-2016
- Stelmet Zielona Góra (PLK): 2016-2018